# Legana
Legana – miasto w Australii, w północnej części Tasmanii.